# Hymenophyllum pilosissimum
Hymenophyllum pilosissimum är en hinnbräkenväxtart som beskrevs av Carl Frederik Albert Christensen. Hymenophyllum pilosissimum ingår i släktet Hymenophyllum och familjen Hymenophyllaceae. Inga underarter finns listade.